# Nikolaj Budarin
Nikolaj Michajlovič Budarin (rusky Николай Михайлович Бударин, * 29. dubna 1953 v Kirje, vesnici v Čuvašské ASSR, RSFSR, SSSR) byl od února 1989 sovětský (resp. po rozpadu SSSR ruský) kosmonaut, člen oddílu kosmonautů RKK Eněrgija. Poprvé vzlétl do vesmíru roku 1995 na palubě raketoplánu Atlantis (let STS-71) ke stanici Mir, na Miru zůstal 2,5 měsíce. Další, tentokrát sedmiměsíční, let na Mir absolvoval roku 1998. Potřetí se vydal do kosmu koncem roku 2002, tentokrát na Mezinárodní vesmírnou stanici (ISS) jako člen Expedice 6. Celkem strávil ve vesmíru 444 dní 1 hodinu a 26 minut.

## Život

### Mládí
Nikolaj Budarin pochází z vesnice Kirja v Čuvašsku, je ruské národnosti. Roku 1970 vyšel ze střední školy, rok byl laborantem ve střední škole v Ščolkovu v Moskevské oblasti. Základní vojenskou službu strávil v Československu. Poté pracoval jako dělník, od roku 1976 v RKK Eněrgija. Při zaměstnání studoval na Moskevském leteckém institutu obor produkce letadel, diplom inženýra získal roku 1979, načež přiměřeně povýšil i v Eněrgiji.

### Kosmonaut
V polovině osmdesátých let se přihlásil ke kosmonautickému výcviku, prošel lékařskými prohlídkami a 26. února 1986 získal souhlas Hlavní lékařské komise k přípravě. Státní meziresortní komise jej 25. ledna 1989 doporučila do oddílu kosmonautů RKK Eněrgija, formálně zařazen v Eněrgiji na pozici kandidáta na kosmonauta byl 27. února 1989. Absolvoval dvouletou všeobecnou kosmickou přípravu v Středisku přípravy kosmonautů J. A. Gagarina a 1. února 1991 získal kvalifikaci zkušební kosmonaut.
Byl zařazen mezi kosmonauty připravující se na lety na Mir. V květnu 1994 utvořil dvojici s Anatolijem Solovjovem, dvojice tvořila záložní posádku pro 18. základní expedici na Mir a hlavní pro následující, 19. základní expedici.
Do vesmíru odstartoval 27. června 1995 na palubě raketoplánu Atlantis letu STS-71. Na stanici Mir dvojice Solovjov (velitel), Budarin (palubní inženýr) vystřídala trojici Vladimir Děžurov, Gennadij Strekalov, Norman Thagard z 18. základní expedice a setrvala na ní do září. V průběhu letu uskutečnil tři výstupy do otevřeného vesmíru o celkové délce 14 hodin 34 minut. Dvojice se vrátila na Zem 11. září 1995 v Sojuzu TM-21 po letu trvajícím 75 dní, 11 hodin a 20 minut.
Od března 1996 byl v záložní posádce 23. základní expedice (startovala v únoru 1997). Od Března 1997 se připravoval k druhému letu na Mir v 25. základní expedici.
Ke svému druhému letu vzlétl, zase ve funkci palubního inženýra, dne 29. ledna 1998 v Sojuzu TM-27 s Talgatem Musabajevem (velitel) a kosmonautem-výzkumníkem Léopoldem Eyhartsem. Členové 25. základní expedice Musabajev, Baturin převzali stanici od dosavadní posádky, jejíž dva členové Anatolij Solovjov, Pavel Vinogradov s Eyhartsem po týdnu přistáli se Sojuzem TM-26, přičemž zbývající člen 24. základní expedice Američan Andrew Thomas přešel do nové posádky. V červnu přijali návštěvu raketoplánu Discovery (let STS-91, který odvezl Thomase. Během letu Budarin pětkrát vystoupil do vesmíru, dohromady na 30 hodin a 14 minut. V srpnu 1998 Musabajev s Budarinem předali stanici následníkům z 26. základní expedice a 25. srpna 1998 přistáli na Zemi po letu trvajícím 207 dní, 12 hodin a 51 minut.
Od června 1999 se s Gennadijem Padalkou připravoval v hlavní posádce programu MKS-spasatěl (v případě problémů s připojením modulu Zvezda k ISS měli kosmonauti vzlétnout a vyřešit situaci). Spojení proběhlo v červenci 2000 hladce automaticky.
V říjnu 2000 byl zařazen do hlavní posádky Expedice 6 na ISS, přípravu zahájil společně s Kennethem Bowersoxem a Andrewem Thomasem (od července 2002 nahrazen Donaldem Pettitem) v dubnu následujícího roku.
Potřetí odstartoval do vesmíru 24. listopadu 2002 na palubě raketoplánu Endeavour (let STS-113). Kosmonauti Expedice 6 strávili na palubě ISS pět měsíců, přistáli 4. května 2003 po 161 dnech, 1 hodině a 15 minutách letu.

### Poslanec
Z oddílu kosmonautů odešel 7. září 2004, nato byl do konce roku 2007 vedoucím směny ve CUPu. V prosinci 2007 byl zvolen do ruského parlamentu (Státní dumy) na kandidátce strany Jednotné Rusko.